# 牛RSウイルス病
牛RSウイルス病（うしあーるえすういるすびょう、英:bovine respiratory syncytial virus infection）とは、牛RSウイルスを原因とするウシの感染症。
牛RSウイルスはパラミクソウイルス科に属する一本鎖(-)RNAウイルスである。牛RSウイルスの自然宿主はウシであるが、ヒツジやヤギに感染することもある。感染動物では2~8日の潜伏期を経て稽留熱、呼吸器症状を示す。組織学的所見として、気管支および細気管支粘膜上皮や肺胞において合胞体と好酸性細胞質内封入体が認められる。治療法はないが、ワクチンは開発されている。